# Pattiom
Pattiom là một thị trấn thống kê (census town) của quận Kannur thuộc bang Kerala, Ấn Độ.

## Nhân khẩu
Theo điều tra dân số năm 2001 của Ấn Độ, Pattiom có dân số 19.948 người. Phái nam chiếm 46% tổng số dân và phái nữ chiếm 54%. Pattiom có tỷ lệ 86% biết đọc biết viết, cao hơn tỷ lệ trung bình toàn quốc là 59,5%: tỷ lệ cho phái nam là 87%, và tỷ lệ cho phái nữ là 84%. Tại Pattiom, 10% dân số nhỏ hơn 6 tuổi.